# Pere Bernal i Segura
Pere Bernal Segura (Barcelona, 9 de gener de 1951 - Barcelona, 22 de maig de 2005) fou un locutor de ràdio català.
Va començar a la ràdio presentant Los 40 Principales, juntament amb Joan Castelló Rovira. Durant la dècada del 1970 va ser subdirector de Ràdio Miramar, presentant el programa musical Los Redondos i altres espais informatius. El 1981 va fitxar com a cap producció de Radio España de Barcelona-Cadena Catalana. Va presentar programes musicals com Canciones para después de una década i durant aquest període va conèixer el tècnic de ràdio, Ricky Romero, amb el qual va formar tàndem professional al programa humorístic A mi manera. L'èxit d'aquest espai pel seu estil col·loquial i pel tractament de temes quotidians, va fer que es mantingués en antena durant vint-i-quatre amb diferents noms (El minutero, El Ricky i el Bernal, Ara per Ara). El 1986 va fitxar com a cap de programes de Ràdio Minuto, on va arribar ser líder d'audiència a Catalunya en la franja horària de 8 a 10 i quatre anys més tard va treballar a Cadena Nova. El 1992 va incorporar-se a Ràdio Barcelona. Per altra banda, també va impulsar la creació d'Aula Radio, primera escola de ràdio a Catalunya, on exercia com a docent. Després d'una llarga malaltia, va morir la primavera de 2005.